# Thorpe-le-Soken
Thorpe-le-Soken est un village et une paroisse civile de l'Essex, en Angleterre.